# Lac de Barsakelmes
Pour un article plus général, voir Mer d'Aral.
Le lac de Barsakelmes est un des derniers vestiges du bassin oriental de l'ancienne mer d'Aral, il est situé au nord-ouest de cette ancienne étendue d'eau. Il n'est alimenté par aucune rivière et n'a aucun émissaire.
Malgré la régression continue de la surface de l'Aral, le niveau d'eau du lac Barsakelmes a beaucoup moins souffert que la plupart des zones occupées par l'ancien site du lac, et son recul a jusqu'à présent été généralement limité ; il se trouve néanmoins dans une situation précaire, puisqu'il n'a aucune alimention constante et ne reçoit que de l'eau de la mer orientale, dans une anse qui la relie aux restes de la mer d'Aral sud lorsque les fontes des neiges sont abondantes. Il est situé à environ 22 km et au sud de l'extrémité ouest (baie de Shevchenko) de la Petite mer d'Aral.
Le lac Barsakelmes fait partie de la réserve naturelle de Barsakelmes du nom d'une ancienne île.